# Mount Humble
Mount Humble är ett berg i Antarktis. Det ligger i Östantarktis. Australien gör anspråk på området. Toppen på Mount Humble är 1 450 meter över havet.
Terrängen runt Mount Humble är huvudsakligen lite kuperad. Mount Humble är den högsta punkten i trakten. Trakten är obefolkad. Det finns inga samhällen i närheten. 